# Music 2000
Music 2000, ou MTV Music Generator en Amérique du Nord, est un jeu vidéo de création musicale paru en 1999 sur PlayStation. Un tableau représente la partition du joueur dans lequel il doit jouer avec des échantillons sonores afin de créer sa propre piste musicale. Pour y arriver, une énorme base de données est disponible sur le CD sous forme de 3 000 échantillons et de 1 500 riffs catégorisés dans les genres musicaux techno, trance, drum and bass, house et rock. Il s'agit de la suite du jeu Music: Music Creation for the PlayStation.

## Accueil
Le jeu est plutôt bien accueilli par l'ensemble de la presse spécialisée. Kornifex, du site français Jeuxvideo.com attribue une note générale de 16/20 citant « La simplicité est toujours de rigueur et l'interface assez conviviale pour que l'amateur comme le "professionnel" puisse passer du temps dessus et vraiment s'amuser. » La version nord-américaine est également bien accueillie. Doug Perry, du site IGN lui attribue une très bonne note de 9 sur 10, et prône principalement le gameplay.